# Валихновский, Тадеуш
Тадеуш Адам Валихновский (пол. Tadeusz Adam Walichnowski; 26 февраля 1928, Варшава — 18 января 2005, Варшава) — польский генерал госбезопасности, функционер МОБ, КОБ и СБ МВД ПНР. В 1980-х — член ЦК ПОРП, комендант (ректор) Академии внутренних дел. Принадлежал к «партийному бетону», причислялся к лидерам национал-коммунистического и антисемитского крыла ПОРП. Был известен также как историк, политолог и архивист.

## Офицер госбезопасности
В семнадцатилетнем возрасте Тадеуш Валихновский вступил в компартию ППР, с 1948 состоял в ПОРП. В конце 1946 поступил на службу в Министерство общественной безопасности (МОБ). Занимал младшие офицерские должности в железнодорожном отделе Острудского повятского управления, затем в отделе контрразведки Ольштынского воеводского управления.
В марте 1951 переведён в центральный аппарат МОБ. Служил в VIII департаменте (транспорт и связь), затем возглавлял секцию кабинета министра Радкевича. После расформирования МОБ в 1954 перешёл на службу в Комитет общественной безопасности, был юридическим советником председателя Двораковского.
В 1957—1958, после очередной реформы госбезопасности, Тадеуш Валихновский прослушал курс в школе I департамента (разведка) МВД ПНР. Перешёл в I департамент, в 1961—1965 состоял в венской резидентуре, формально считаясь атташе посольства ПНР в Австрии. В 1965—1967 возглавлял 3 отдел I департамента (разведка в ФРГ, Западном Берлине и Австрии). В 1967—1969 полковник Валихновский — заместитель директора III департамента СБ МВД («борьба с антигосударственной деятельностью», идеологические преследования) полковника Пентека.
В 1959 Тадеуш Валихновский окончил факультет права и управления Варшавского университета. В 1967 получил докторскую степень в Университете Николая Коперника.

## Идеолог и политик
Среди офицеров МВД ПНР Тадеуш Валихновский выделялся публичностью и публицистичностью. С 1961 он публиковал пропагандистские монографии исторической и политологической тематики. Специализировался на критике западногерманского реваншизма и израильского сионизма. Считался в ПОРП «специалистом по сионизму». В своих текстах Валихновский упорно проводил тезис о «сговоре реваншистов с сионистами против социалистической Польши». Позиционировался как антисионист, воспринимался как один из лидеров антисемитских кругов. Примыкал к национал-коммунистической фракции «Партизаны», во главе которой стоял Мечислав Мочар.
Тадеуш Валихновский активно участвовал в антисемитской кампании 1968. При этом считал позицию руководства ПОРП недостаточно жёсткой. Когда власти начали постепенно сворачивать преследования и пропаганду, Валихновский примкнул к радикальной антисемитской группе, обвинявшей в «непоследовательности» первого секретаря ЦК ПОРП Владислава Гомулку и секретаря ЦК по идеологии Зенона Клишко. Доходило до нелегального распространения соответствующих листовок. В результате в 1969 Валихновский был уволен из МВД — как «ведущий представитель антисемитской фракции».
В 1970—1976 Тадеуш Валихновский — научный сотрудник Польской академии наук, заместитель директора Института социалистических стран ПАН. Далее до 1980 — директор Государственного архива ПНР. С 1977 по 1981 — профессор Высшей школы общественных наук при ЦК ПОРП. Издал ряд монографий о национальной политике ПНР и СССР, а также по истории подавления антикоммунистического повстанческого движения 1940—1950-х.
В 1980, на фоне массового забастовочного движения и крупных перемен в партийно-государственном руководстве, полковник Валихновский вернулся на службу в МВД. Был назначен комендантом (ректором) Академии внутренних дел. Под его руководством Академия превратилась в оплот «партийного бетона». Валихновский был непримиримым противником независимого профсоюза Солидарность, выступал за силовое подавление оппозиции. Ориентировался на таких деятелей «бетона», как Мирослав Милевский и Владислав Цястонь. Состоял в объединении «Грюнвальд», Ассоциации «Реальность», редколлегии издания «Реальности». Тесно взаимодействовал с Рышардом Гонтажем.
На IX чрезвычайном съезде ПОРП в июле 1981 Тадеуш Валихновский был избран членом ЦК. Полностью поддержал введение военного положения и создание WRON во главе с генералом Ярузельским. Участвовал в подготовке новой программы ПОРП. Состоял в руководящих органах Союза борцов за свободу и демократию и Общества польско-советской дружбы, в редколлегии теоретического журнала ЦК Nowe Drogi. В 1984 ему было присвоено звание генерал бригады.
В 1988 новая забастовочная волна вынудила ПОРП согласиться на Круглый стол с «Солидарностью». Валихновский вновь поддержал руководство — в его выступлениях появился мотив опасности консерватизма и догматизма. Слушателей Академии он ориентировал на борьбу с этими явлениями. Среди его сочинений появились монографии о новом мышлении и депортации поляков в СССР. Основную свою деятельность он перенёс в Совет охраны памяти борьбы и мученичества.

## После отставки
Альтернативные выборы в июне 1989 привели к отстранению ПОРП от власти и преобразованию ПНР в Третью Речь Посполитую. В 1990 Тадеуш Валихновский уволился из МВД. Несмотря на свои взгляды, он не принимал непосредственного участия в репрессиях и не привлекался к ответственности.
В отставке Валихновский преподавал в частных вузах, занимался историческими исследованиями, с 1999 председательствовал в учёном совете Научного института Союза солдат Народного Войска Польского. В 2001 издал сборник архивных материалов о периоде военном положении и монографию о германской политике в отношении польских территорий.
Скончался Тадеуш Валихновский незадолго до своего 77-летия. Похоронен в Варшаве на Северном коммунальном кладбище вместе с женой Гоноратой.